# Высоковка (Шарьинский район)
Высоковка — деревня в составе Шангского сельского поселения Шарьинского района Костромской области России. 

## География
Расположена на берегу реки Большая Шанга.

## История
Деревня Высоковка упоминается в четвёртой ревизии 1782 года. Согласно Спискам населенных мест Российской империи в 1872 году деревня относилась к 3 стану Ветлужского уезда Костромской губернии. Приводится второе название деревни — Высокая. В ней числилось 5 дворов, проживало 21 мужчина и 22 женщины.
Согласно переписи населения 1897 года в деревне проживало 60 человек (24 мужчины и 36 женщин).
Согласно Списку населенных мест Костромской губернии в 1907 году деревня относилась к Николо-Шангской волости Ветлужского уезда Костромской губернии. По сведениям волостного правления за 1907 год в деревне числилось 12 крестьянских дворов и 74 жителя. Основным занятием жителей деревни был лесной промысел.

## Население
| 2008 | 2010 | 2014 |
| ---- | ---- | ---- |
| 0    | →0   | →0   |